# 森部達也
森部 達也（もりべ たつや、1969年〈昭和44年〉11月29日 - 2008年〈平成20年〉3月8日）は、日本の俳優、タレント。

## 人物
東京都出身。山下真司の妻の前夫との間の息子で、山下にとっては義理の息子となる。俳優になる前は、ウェイターなど職を転々としていた。1991年に山下の付き人となったことにより俳優活動を開始した。
2008年3月8日に自宅マンションにて死亡した状態で発見された。羽賀研二未公開株詐欺事件に絡んで、医療系企業の未公開株投資で多額の損害を被っていたことから、死亡との関連が取り沙汰されていたが、山下は死因について「心不全による心臓発作」で事件とは「無関係」と『女性自身』の取材に答えている。38歳没。

## 出演

### テレビドラマ
- 『ニュースなあいつ』（よみうりテレビ、1992年）
- 『あの日に帰りたい』（フジテレビ、1993年）
- 『あした家族になあれ』（TBS、1995年）

### 映画
- 『極道拳』（1994年）- 原田昌樹監督、義父の山下が主演。

### オリジナルビデオ
- 『湾岸ミッドナイト』（1992年）
- 『麻雀飛翔伝 哭きの竜3』（1996年）